# Castell d'Ortafà

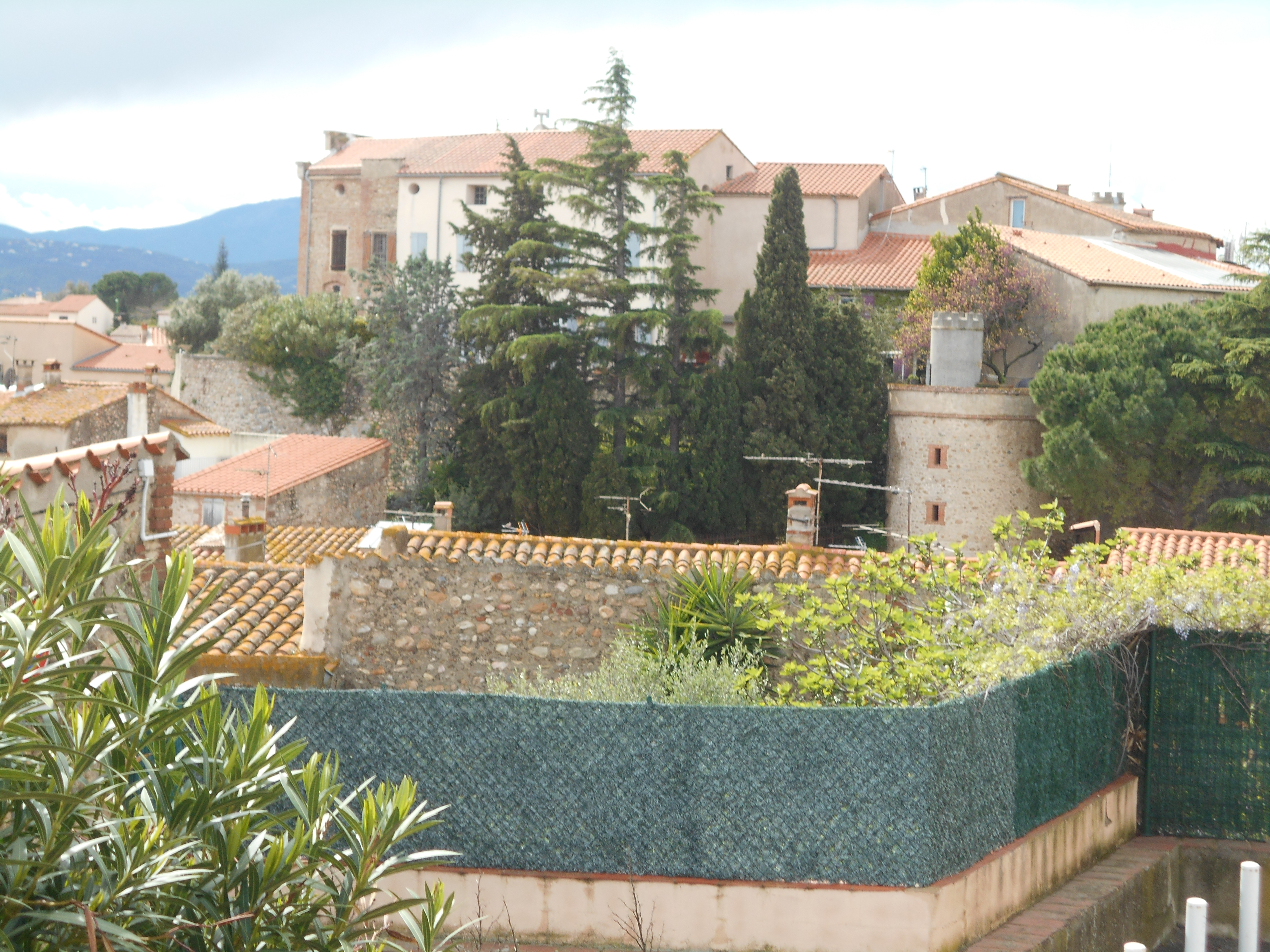
El castell, des de llevant; a baix a la dreta, una de les dues torres conservades

El Castell d'Ortafà és un castell medieval d'estil romànic del segle xi situat en el poble d'Ortafà, a la comarca del Rosselló, de la Catalunya del Nord.
Està situat al lloc més elevat de l'indret on es dreça el poble d'Ortafà. S'hi accedeix pel carrer del Castell. En l'actualitat és un edifici d'ús privat.

## Història

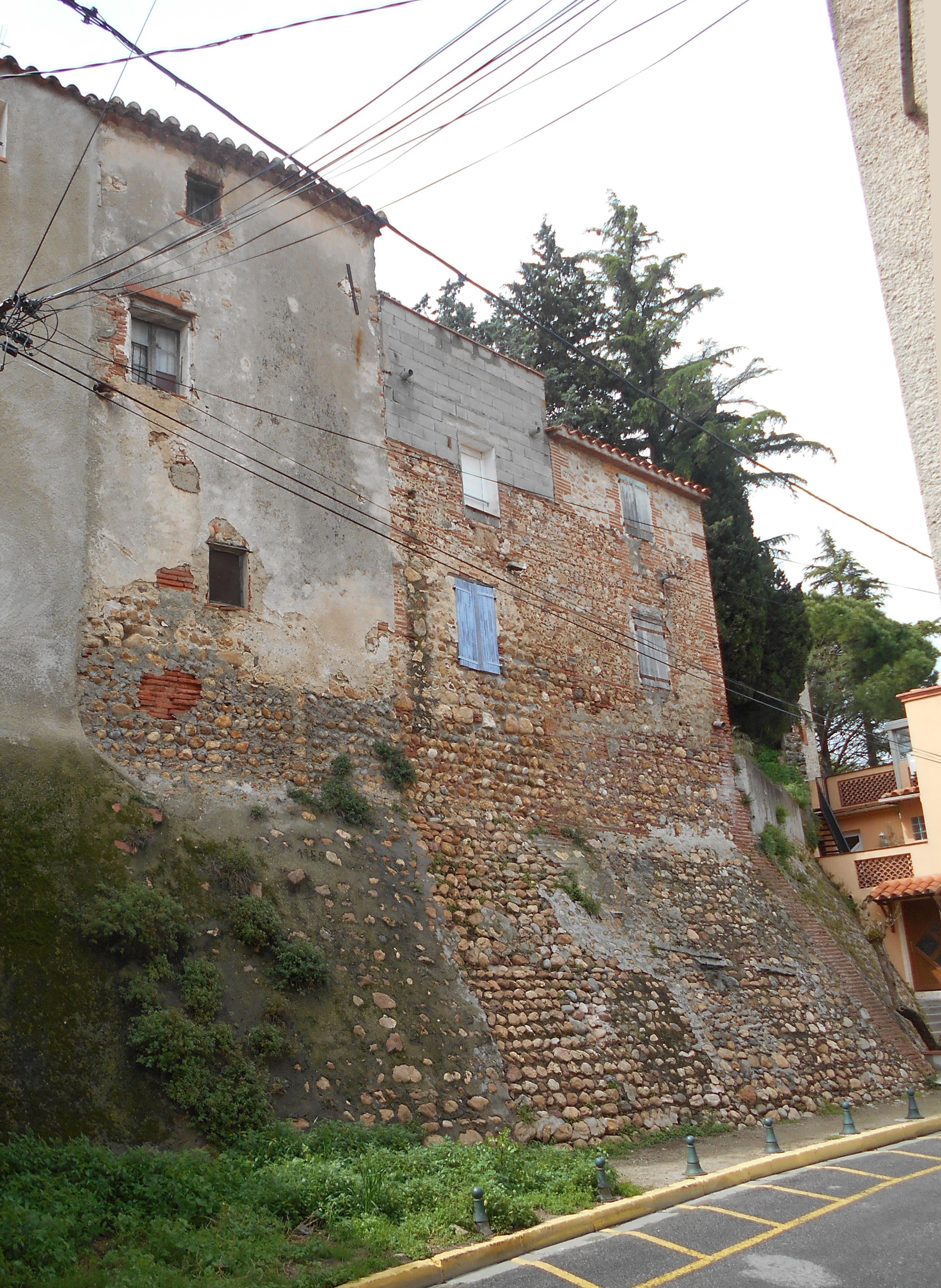
Pany de muralla atalussat al sector nord-oriental del castell

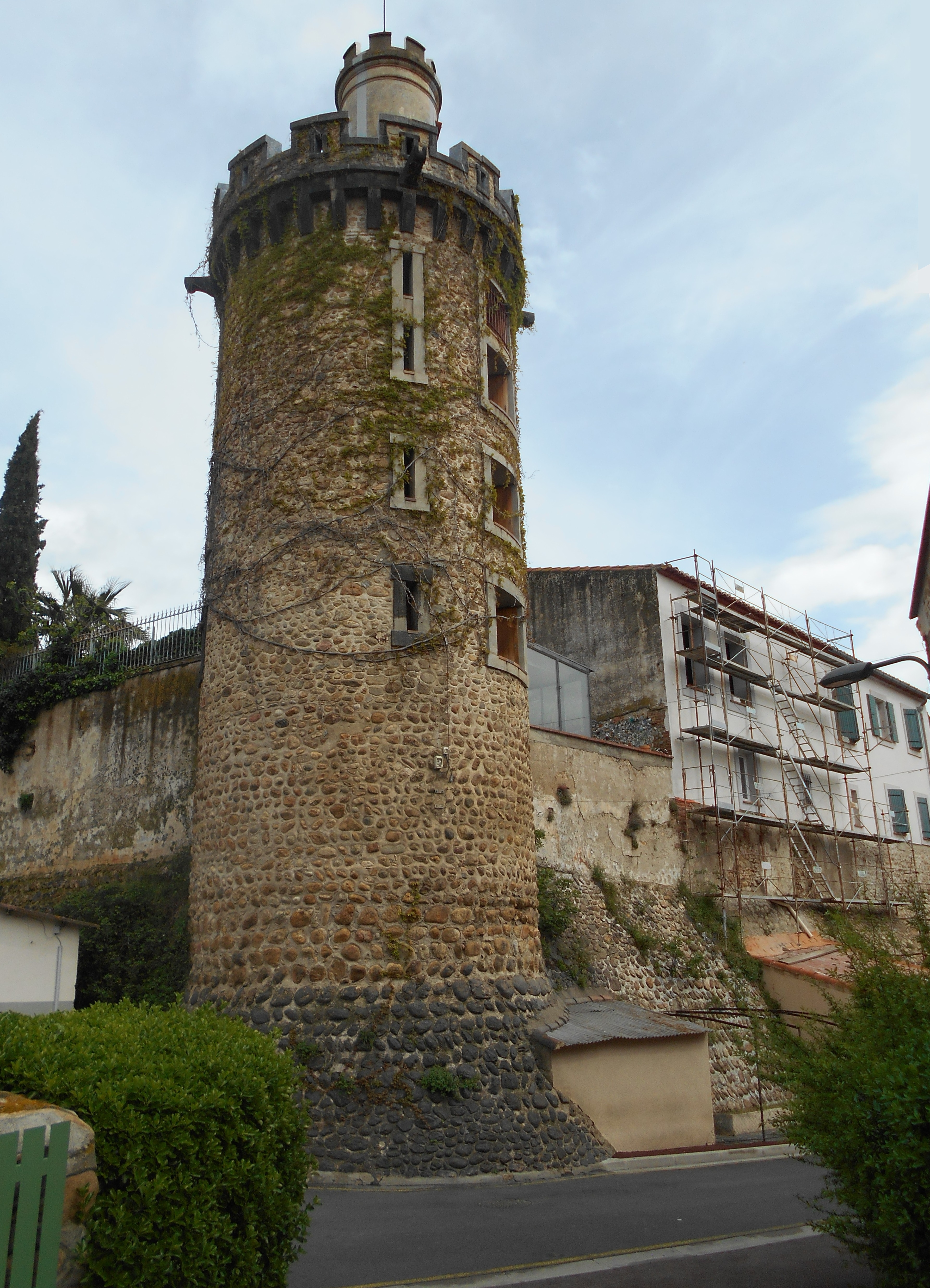
La torre nord-occidental del recinte i pany atalussat contigu

Documentat des del 913 el lloc d'Ortafà en un contracte de compra-venda d'unes terres super illos terrados de Ortafan (les terrasses de la riba esquerra del Tec), torna a aparèixer el 981 en la cessió d'un alou in villa Hortafano. La possessió del lloc anà passant per herència, sovint entre germans o entre oncle i nebot, a membres del bisbat d'Elna: Udalgar de Castellnou, arxipreste d'Elna, qui el cedí després del 1028 al seu germà, el vescomte Guillem de Castellnou; aquest el passà al seu fill, també anomenat Udalgar, ardiaca d'Elna, qui el cedí al seu nebot Guillem II, també ardiaca del mateix lloc i vescomte per mort del seu germà, qui el cedia a un altre nebot, Guillem III, vescomte de Castellnou.
A la segona meitat del segle xii ja apareix una família cognominada Ortafà. Grimau d'Ortafà cedia a Girard II, comte de Rosselló, els seus feus d'Ortafà, que incloïen Vilanova de Raó i Adanarc, i aquests les retornava al seu vassall, amb dret d'alta i baixa justícia. Els Ortafà tingueren aquest senyoriu, i simultàniament ardiaconats a la seu d'Elna, fins a començaments del segle xiv, moment en què Clemència de Durban d'Ortafà, neta del senyor del lloc i prestigiós trobador Ponç d'Ortafà es casa amb Berenguer de Perapertusa. Però, com era habitual en aquests casos, el nou cap de casa adoptà el cognom Ortafà, i així la família tingué continuïtat fins al 1660, amb Ramon d'Ortafà. La filla d'aquest traslladà el senyoriu als Viver de Lansac, a causa del seu casament amb l'hereu d'aquella casa, Alexandre del Viver. Ortafà continuà sota el senyoriu d'aquesta família fins a la Revolució Francesa.

## Les restes del castell
El castell va ser restaurat -de fet, totalment refet- a finals del segle xix - començaments del xx, sense criteris arqueològics o historicistes. Per això el castell romànic està molt desfet, però se'n poden reconèixer alguns elements. El cos principal ha perdut el seu caràcter original, i és ara un casal modern, de principis del segle xx. Les dues torres conservades han estat objecte d'una reconstrucció de tipus romàntic, i han quedat coronades d'una forma poc fidel a l'original. Es conserven alguns dels talussos de les muralles, i al llarg del carrer del Castell, les cases presenten moltes pedres del castell a la part baixa de les construccions. Al carreró de la Muralla també hi ha un llarg fragment de talús.
El recinte murallat envoltava el pujol on es dreça el castell; se'n conserven dues torres cilíndriques, amb parament original fins a uns 5 m d'alçada, i el recinte queda marcat en bastants trossos pels talussos conservats. A més, les cases d'aquest sector de segur que amaguen moltes més restes de la muralla del poble.